# Rosa Molina
Rosa Molina, född 27 september 1946, är en friidrottare från Chile. Hon deltog vid olympiska sommarspelen 1968.